# Igornay
Igornay ist eine französische Gemeinde mit 513 Einwohnern (Stand: 1. Januar 2022) im Département Saône-et-Loire in der Region Bourgogne-Franche-Comté (vor 2016 Burgund). Sie gehört zum Arrondissement Autun und zum Kanton Autun-1 (bis 2015 Kanton Lucenay-l’Évêque). 

## Geographie
Igornay liegt etwa zwölf Kilometer nordnordöstlich von Autun im Morvan-Massiv am Fluss Arroux und seinen Zuflüssen Trévoux (von rechts) und Lacanche (von links). Umgeben wird Igornay von den Nachbargemeinden Voudenay im Norden, Viévy im Osten, Saint-Léger-du-Bois im Südosten, Dracy-Saint-Loup im Süden und Südwesten, Cordesse im Westen und Südwesten sowie Barnay im Nordwesten.

## Bevölkerungsentwicklung
| Jahr                      | 1962 | 1968 | 1975 | 1982 | 1990 | 1999 | 2006 | 2013 | 2019 |
| Einwohner                 | 401  | 386  | 402  | 459  | 540  | 498  | 501  | 545  | 524  |
| Quelle: Cassini und INSEE |      |      |      |      |      |      |      |      |      |

## Sehenswürdigkeiten

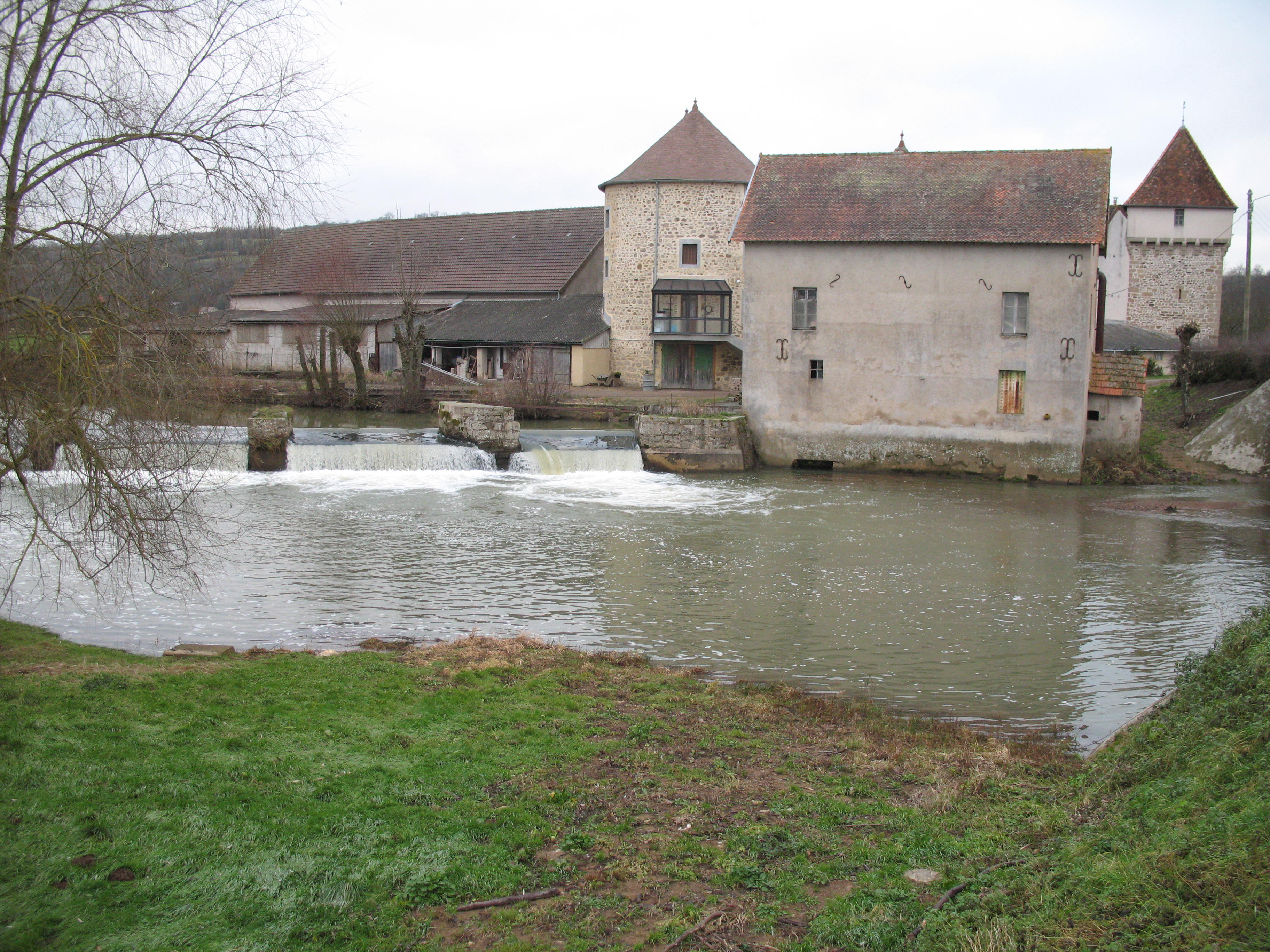
Schloss Igornay

- Kirche Saint-Symphorien
- Schloss Igornay